# 835年
| 千纪： | 1千纪                                                                                           |
| 世纪： | 8世纪 \| 9世纪 \| 10世纪                                                                        |
| 年代： | 800年代 \| 810年代 \| 820年代 \| 830年代 \| 840年代 \| 850年代 \| 860年代                       |
| 年份： | 830年 \| 831年 \| 832年 \| 833年 \| 834年 \| 835年 \| 836年 \| 837年 \| 838年 \| 839年 \| 840年 |
| 纪年： | 乙卯年（兔年）；唐大和九年；南诏保和十二年；吐蕃彝泰二十一年；日本承和二年；渤海国咸和五年      |

## 大事记
- 中國
  - 李宗閔因為楊虞卿辯護，遭到貶斥，出為明州刺史。
  - 農曆十一月二十一日（公曆12月）- 唐朝發生甘露之變，唐文宗近臣宰相李訓、凤翔节度使鄭注等謀誅宦官，仇士良立刻劫持天子而走，發兵殺害了李訓、鄭注等，從此宦官更加緊握軍政大權。

## 出生
- 黄巢,中国古代农民起义军首领。

## 逝世
- 李訓，唐朝政治人物。
- 鄭注，唐朝鳳翔節度使。